# Inga Lindström: Jemand liebt dich
Jemand liebt dich ist ein deutscher Fernsehfilm von Matthias Kiefersauer aus dem Jahr 2022. Er ist Bestandteil des ZDF-Herzkino-Sonntagsfilms und der 96. Film der Inga-Lindström-Reihe nach der gleichnamigen Erzählung von Christiane Sadlo. Die Hauptrollen sind mit Birthe Wolter, Thomas Halle, Vanessa Rottenburg und Alexander Koll besetzt.

## Handlung
Karlotta Holm betreibt mit ihren Geschäftspartnern Astrid und Johan Wallin ein Café, welches nun endlich schuldenfrei ist. Deshalb schlägt sie ihnen eine neue Geschäftsidee vor, wie sie das nun eingenommene Geld sinnvoll einsetzen können. Sie könnte von der Kirchgemeinde eine alte ausgediente Kirche übernehmen, die sie für ein Café und sonstige Events nutzen will. Während Astrid bei der Besichtigung begeistert ist, äußert sich Johan eher skeptisch. Ihr Mitarbeiter Elias und ihre Tochter Linnea finden die Idee auch toll. Dafür kann ihr Freund Gunnar nicht kommen, obwohl ihr seine Meinung wichtig gewesen wäre. Zu Hause hat sie dann die Idee, ihn im Büro mit einer Flasche Champagner zu überraschen. Sie trifft ihn aber mit einer anderen Frau an und macht deshalb Schluss mit ihm.
Nachdem sie zu Hause die Sachen von Gunnar eingepackt hat, beginnt sie damit, die Liebesbriefe ihres verstorbenen Mannes Jasper zu lesen. Sie erkennt, dass sie seither keine Romantik mehr erlebt hat. Am nächsten Morgen kommt Gunnar vorbei, um seine Sachen abzuholen. Auf dem Hof steht noch ein alter VW-Bus, den sie gemeinsam umbauen wollten. Sie will, dass er ihn mitnimmt, er hat aber kein Interesse daran. Linnea hat ihr ein Profil auf einer Dating-Seite eingerichtet, aber sie findet die Idee nicht so gut. Als sie ihr zeigt, wie die Seite funktioniert, stoßen sie auf ein Bild von Johan unter dem Pseudonym Hans. Karlotta packt nun doch die Neugier, sie will herausfinden, weshalb er sich dort angemeldet hat. Später kommt der Autohändler Mikkel vorbei, um sich den VW-Bus anzuschauen. Er hat aber kein Interesse daran, weil er zu viel Geld für die Aufarbeitung hineinstecken müsste. Er bietet Karlotta aber an, dass sie den Bus bei ihm einstellen kann und selbst daran arbeitet.
Im Café trifft Astrid Oscar, der mit ihr einen Backkurs belegt. Er ist Architekt und bietet an, beim neuen Projekt zu helfen. Bei der Besichtigung reagiert Johan eifersüchtig auf Oscar. Mikkel hat am VW-Bus den kaputten Reifen ersetzt. Er sagt Karlotta, sie solle ihm nun einfach hinterherfahren, doch sie kann nicht, denn sie ist seit 16 Jahren nicht mehr gefahren. Damals ist Jasper bei einem Unfall mit dem Auto ums Leben gekommen. So verlädt Mikkel den Bus auf den Anhänger und fährt ihn zur Garage. Als sie dabei ist, den Bus auszuräumen, erhält sie eine Nachricht von Hans von der Dating-Seite. Sie schreibt ihm zurück. Elias kommt vorbei, um ihr mit dem Bus zu helfen. Als Karlotta wieder nach Hause kommt, findet sie auf der Treppe einen Blumenstrauß mit einer Karte, auf der steht nur «Jemand liebt dich».
Karlotta erhält wieder eine Nachricht von Hans, sie verabredet sich für den Abend mit ihm. Oscar lädt Astrid zur Kirche ein, um ihr einen ersten Entwurf für das Café zu zeigen. Karlotta fährt mit dem Fahrrad über einen Nagel und holt sich einen platten Reifen. Mikkel ist zufällig da und bietet ihr an, sie mitzunehmen. Am Treffen stellt sich heraus, dass Hans wirklich Johan ist. Karlotta macht ihm Vorwürfe, weshalb er sich mit anderen Frauen verabredet, obwohl er mit Astrid verheiratet ist. Johan erklärt ihr, dass er nicht mehr glücklich ist mit Astrid. Da Astrid weder Johan noch Karlotta erreichen kann, ruft sie Oscar an, um sich mit ihm für ein Konzert zu verabreden. Nachdem sich Karlotta und Johan ausgesprochen haben, bringt er sie nach Hause. Danach kehrt er selbst zurück und beobachtet, wie Astrid und Oscar vertraut miteinander sprechen. Nachdem Oscar gegangen ist, deckt Johan Astrid mit Vorwürfen ein. Dann ruft er Karlotta an, um ihr zu erzählen, dass Astrid von ihrem Treffen weiß.
Tags darauf findet Karlotta eine Karte an ihrem Fahrrad vom gleichen Verehrer, der die Blumen gebracht hat. Zudem ist der platte Reifen geflickt. Sie vermutet, dass Mikkel dahintersteckt und lädt ihn für den Abend ein. Im Café erzählt sie Elias davon. Oscar hilft Astrid in der Küche, Johan ist immer noch eingeschnappt und flirtet dafür mit Karlotta. Astrid zeigt ihren Partnern vor Ort die Ideen von Oscar, beide sind aber dagegen. Sie wollen, dass nicht Oscar, sondern Johan die Planung macht, da er auch mal Architektur studiert hat. Nun ist Astrid eingeschnappt und versucht, den beiden ins Gewissen zu reden. Als sich Karlotta dann mit Mikkel trifft und ihm zeigen will, was sie am Bus schon gearbeitet hat, findet sie wieder einen Brief und fertig gezimmerte Möbel dafür. Mikkel soll ihr den Brief vorlesen, weil sie meint er sei von ihm. Doch er klärt sie darüber auf, dass er nichts damit zu tun hat. Sie ist nun ratlos, weil sie nicht weiß, wer der stille Verehrer ist.
Linnea versucht ihr dabei zu helfen, herauszufinden, wer der Unbekannte ist. Sie empfiehlt ihr, selbst einen Brief an «Jemand» zu schreiben und beim Bus zu deponieren. Am nächsten Morgen wartet Johan vor ihrem Haus, weil er dringend mit ihr sprechen muss. Er gibt zu, dass er einen Fehler gemacht hat und an der Beziehung mit Astrid arbeiten muss. Damit scheidet er als Briefschreiber ebenfalls aus. Nun vermutet Birthe, dass ihr Ex Gunnar dahintersteckt. Aber als sie bei ihm vorbeigeht, reagiert er nicht auf ihre Andeutungen. Astrid besucht Oscar in seinem Büro und er schlägt ihr vor, dass er sie unterstützen würde, wenn Karlotta und Johan sich nicht entscheiden können. Sie wollen zusammen mit dem Finanzberater von Oscar die alte Kirche besichtigten, als Astrid sieht, dass Johan auch da ist. Sie will zunächst mit ihm allein sprechen. Sie finden wieder zueinander und Astrid teilt Oscar mit, dass sie ihn nicht mehr brauchen.
Karlotta lädt alle zur Einweihung ihres umgebauten Busses ein, sie überreden sie, dass sie mit dem Bus eine Runde fahren muss, aber sie schafft es nicht. Sie erzählt Elias davon, wie sie den Unfall ihres Mannes wahrgenommen hat und deshalb immer noch blockiert ist. Er schlägt vor, dass sich beide ihren Ängsten stellen und etwas machen, was sie sich bisher nicht getrauten. Die drei Besitzer haben einen Termin bei der Bank, sie bitten Elias auf das Café aufzupassen. Als er etwas komisch reagiert ahnt Astrid etwas, aber Karlotta merkt nichts. Wieder zurück im Café ist er verschwunden, er hat die Kündigung auf den Tresen gelegt. Nun dämmert es auch Karlotta langsam, wer «Jemand» sein könnte. Sie sucht ihn zu Hause aber da trifft sie nur seinen Cousin an, der den Haushalt auflösen soll. Karlotta kehrt nach Hause zurück und findet einen Brief, den der Wind weggeweht hat. Darin gesteht Elias seine Liebe zu ihr. Linnea gibt ihr den entscheidenden Tipp, wo sie ihn finden könnte. Ohne zu überlegen, steigt Karlotta in den Bus und fährt zum Bahnhof. Sie findet ihn wirklich, aber Elias will ihr nicht glauben, dass sie den Brief erst jetzt gelesen hat. Sie kann ihn aber überreden, nicht sofort abzureisen und fährt mit ihm zum See, wo sie sich aussprechen und ihre gegenseitige Liebe gestehen.

## Hintergrund
Jemand liebt dich wurde vom 6. Juli bis zum 3. August 2022 unter dem Arbeitstitel Die Liebe der Anderen an Schauplätzen in Schweden gedreht. Produziert wurde der Film von der Bavaria Fiction GmbH.

## Rezeption

### Einschaltquote
Die Erstausstrahlung am 13. November 2022 im ZDF wurde von 3,42 Millionen Zuschauern gesehen, was einem Marktanteil von 10,8 % entspricht.

### Kritiken
Die Kritiker der Fernsehzeitschrift TV Spielfilm zeigten mit dem Daumen geradeaus und fassten den Film mit den Worten „Albernes Versteckspiel mit klarem Ausgang“ zusammen.
Oliver Armknecht von film-rezensionen.de vergab 3 von 10 Punkten und zog das Fazit  „Jemand liebt dich erzählt mal wieder davon, wie eine Frau von ihrem Freund betrogen wird und jetzt von vorne anfangen will. Das einseitige Geschlechterbild und die diversen anderen inhaltlichen Mängel machen das Liebesdrama mal nervig, mal langweilig, mal unfreiwillig komisch.“